# Alfredo Gil Porta
Alfredo Gil Porta (Barcelona, 10 de gener de 1891 - Barcelona, 27 de gener de 1908) fou un futbolista català de la dècada de 1900.

## Trajectòria
Va néixer al carrer de Sant Pau de Barcelona, fill de Josep Gil i Pradas, natural de Figueroles, i de Teresa Porta i Prim, natural de Vila-rodona.
Fou jugador del FC Barcelona entre 1905 i 1908. S'incorporà a l'equip de futbol provinent de la secció d'atletisme, essent un destacat atleta en proves de resistència. Va morir ben jove, de malaltia, mentre era jugador del club.